# Pirosfejű malájtrogon
A pirosfejű malájtrogon (Harpactes erythrocephalus) a madarak osztályába a trogonalakúak (Trogoniformes) rendjébe és a trogonfélék (Trogonidae) családjába  tartozó faj.

## Előfordulása
Banglades, Bhután, Kambodzsa, Kína, India, Indonézia, Laosz, Malajzia, Mianmar, Nepál, Thaiföld és Vietnám területén honos.

## Alfajai
- Harpactes erythrocephalus annamensis
- Harpactes erythrocephalus chaseni
- Harpactes erythrocephalus erythrocephalus
- Harpactes erythrocephalus flagrans
- Harpactes erythrocephalus hainanus
- Harpactes erythrocephalus helenae
- Harpactes erythrocephalus intermedius
- Harpactes erythrocephalus klossi
- Harpactes erythrocephalus rosa
- Harpactes erythrocephalus yamakanensis